# Carmen de bello saxonico
La Carmen de bello Saxonico (en alemán: Lied vom Sachsenkrieg; en español: Canción de la guerra saxónica) es una epopeya en tres libros de 757 hexámetros. Describe la primera fase de la rebelión de los Sajones contra el emperador Enrique IV hasta la batalla a Spier en octubre de 1075. El timbre del poema es imperialista e ilustrado. El poeta incluye muchas alusiones clásicas y muestra familiaridad con el corte imperial.